# 主義-ism:
『主義-ism:』（イズム）は、日本のシンガーソングライターである高見沢俊彦のソロデビュー・アルバム。1991年6月12日にVirgin Japanより発売された。

## 制作
本作を制作するにあたり、THE ALFEEとしての活動を休止し、単身でロンドンにてレコーディングが行われ、マーティン・ラシェント、マイク・ヴァーノン、スティーヴ・ヒレッジ、デヴィッド・モーションがプロデューサーとして参加した。
当初はismとして、三部作での制作が予定されていたが、結果的に発売されなかった。

## リリース
1991年6月12日にVirgin Japanから、CDとカセットの2形態でリリースされた。
長らく廃盤となっていたが、2016年12月7日にソロ活動25周年を記念して、アビーロード・スタジオにてデジタルリマスターが施されたうえで、ポニーキャニオンから紙ジャケット仕様のUHQCDとLPの2形態で再発売された。

## 収録曲
- 全作詞・作曲：高見沢俊彦

### CD
1. Fiance
  - プロデュース：Steve Hillage
  - ミュージック・ビデオが制作され、下記に記述されている映像作品に収録された。
  - 2015年発売シングル「誘惑の太陽」通常盤Aのカップリングでセルフカバーしている。
2. 赤い糸
  - プロデュース：Steve Hillage
3. きみがすきだよ
  - プロデュース：David Motion
4. 2時間だけのHoneymoon
  - プロデュース：Steve Hillage
5. 17のときに逢いたかった
  - プロデュース：David Motion
6. Fire
  - プロデュース：Mike Vernon
7. Edge of The Moonlight
  - 訳詞：Miko Kurosawa
  - プロデュース：David Motion
  - 高見沢がプロデュースしたバンド、SPLASHに提供した楽曲を英訳したセルフカバー。
8. Lonely Heart
  - プロデュース：Martin Rushent
9. Cherie
  - プロデュース：Steve Hillage
10. Song for You
  - プロデュース：David Motion
  - 2015年発売シングル「誘惑の太陽」通常盤Cのカップリングでセルフカバーしている。
11. 逢いたくて
  - プロデュース：David Motion
  - 2010年発売シングル「青空を信じているか?」パターンCのカップリングでセルフカバーしている。

主義-Ism:〔リマスタリング＆カッティング at Abbey Road Studios 盤：Side-A：B：C：D〕LP盤

### LPレコード1

#### 【Side：A】
1. Side：A-1. Fiancé
2. Side：A-2. 赤い糸
3. Side：A-3. きみがすきだよ

#### 【Side：B】
1. Side：B-1. 2時間だけのHoneymoon
2. Side：B-2. 17のときに逢いたかった
3. Side：B-3. Fire

### LPレコード2

#### 【Side：C】
1. Side：C-1. Edge of The Moonlight
2. Side：C-2. Lonely Heart
3. Side：C-3. Cherie

#### 【Side：D】
1. Side：D-1. Song for You
2. Side：D-2. 逢いたくて

## 関連作品
- 「主義－Ism:」ソロツアーライブ（1991年8月21日）
  - 当時、LD・VHSにて販売された。
  - 後にAlfredレーベルより、DVDが受注生産限定で再販された。